# Vicente de Lima
Vicente Lenílson de Lima (* 4. Juni 1977 in Currais Novos) ist ein brasilianischer Sprinter, der sich auf den 100-Meter-Lauf spezialisiert hat und seine größten Erfolge mit der brasilianischen 4-mal-100-Meter-Staffel feierte.
Er nahm an den Leichtathletik-Weltmeisterschaften 1999 in Sevilla teil und erreichte im 100-Meter-Lauf das Viertelfinale. Bei den Olympischen Spielen 2000 in Sydney schied er über dieselbe Distanz bereits in der ersten Runde aus. Wesentlich erfolgreicher war er dort dagegen in der 4-mal-100-Meter-Staffel. Gemeinsam mit Édson Ribeiro, André da Silva und Claudinei da Silva gewann er in 37,90 s hinter der US-amerikanischen Staffel die Silbermedaille.
Bei den Panamerikanischen Spielen 2003 in Santo Domingo siegte die brasilianische Staffel in derselben Aufstellung wie in Sydney mit einer Zeit von 38,44 s vor der Mannschaft aus Trinidad und Tobago, profitierte dabei jedoch von einer Disqualifikation der US-amerikanischen Staffel. Nur kurze Zeit später holte die Staffel, dieses Mal mit Cláudio Roberto Souza für Claudinei da Silva, bei den Weltmeisterschaften in Paris/Saint-Denis die Silbermedaille mit einer Zeit von 38,02 s. Wie schon in Sydney war nur die Staffel der Vereinigten Staaten schneller.
Bei den Olympischen Sommerspielen 2004 in Athen erreichte de Lima im 100-Meter-Lauf die Halbfinalrunde. Mit der Staffel belegte er diesmal nur den achten Rang. 2004 wurde er in Huelva Ibero-Amerikanischer Meister über 100 m. 2005 gewann er bei den Südamerikameisterschaften in Cali über dieselbe Distanz die Silbermedaille. 2006 wurde er bei den Hallenweltmeisterschaften in Moskau Siebter im 60-Meter-Lauf und verteidigte bei den Ibero-Amerikanischen Meisterschaften in Ponce seinen Titel im 100-Meter-Lauf.
Bei den Panamerikanischen Spielen 2007 in Rio de Janeiro gewann de Lima mit der Staffel wieder die Goldmedaille. Gemeinsam mit Rafael Ribeiro, Basílio de Moraes, Sandro Viana verwies er die Mannschaften aus Kanada und den Vereinigten Staaten in  38,81 s auf die Plätze. Dieselbe brasilianische Staffel verpasste kurze Zeit später bei den Weltmeisterschaften in Osaka mit dem vierten Platz knapp eine Medaille. Dort startete de Lima auch im 100-Meter-Lauf, schied jedoch in der Viertelfinalrunde aus.
2008 belegte er bei den Hallenweltmeisterschaften in Valencia über 60 m den fünften Rang. Bei den Olympischen Spielen in Peking kam er über 100 m bis ins Viertelfinale und errang mit der Staffel die Bronzemedaille. Bei den Leichtathletik-Weltmeisterschaften 2009 in Berlin belegte er mit der Staffel den siebten Platz.
Außerdem wurde er sechsmal brasilianischer Landesmeister, viermal über 100 m (2000, 2002, 2004–2005) und zweimal im 200-Meter-Lauf (2002, 2005).
Vicente de Lima hat bei einer Körpergröße von 1,69 m ein Wettkampfgewicht von 58 kg.

## Bestleistungen
- 100 m: 10,13 s, 6. Juni 2004, São Paulo
- 200 m: 20,39 s, 23. Mai 2004, Belém
- 60 m (Halle): 6,58 s, 22. Februar 2008, Paris